# نیرنگستان (کتاب)
نیرنگستان نام نسکی از صادق هدایت است. هدایت نام این هنگ را از نسکی به همین نام که در دوره ساسانی نگاشته شده گرفته‌است. نیرنگستان در اینجا به معنی فرهنگستان است. نیرنگستان هدایت یک فرهنگ نامه فلکلر است. در دیباچه نسک هدایت به نام یک متخصص فرهنگ توده و فلکلر، زمینه‌ها و ریشه‌های پیدایش این باورها را می‌کاود. منابع اصلی هدایت برای نگاشتن این هنگ بی‌نظیر به پیش از اسلام بر می‌گردد و از جمله نسکهایی چون: «اردا ویراژنامه»، «شایست نشایست»، «دینکرت»، «بند هشن» و «نیرنگستان» پهلوی.
هدایت باورمند است که بیشتر این باورها و آیین‌ها از آن جا وارد فرهنگ ایرانی شده که جادوگران در دوره نگارش اوستا نفوذ زیادی داشته‌اند و اوستا علیه آن‌ها این احکام را صادر کرده که پسها بروی عادات و پندارها و باورها و آیین‌های رایج درآمده. چراکه کهن‌ترین بخش اوستا همان گاتها می‌باشد و بخش‌های مورد بحث پسا به اوستا ملحق شده‌است.
در مورد نیرنگستان به خطا نرویم و بپنداریم که نسک تماماً اوهام و خرافات و افکار سخیفه را در بر می‌گیرد. چرا که هدایت در دیباچه آن برخی از این آیین‌ها را می‌ستاید و از آن‌ها به نام یادگارهای نیک ایرانی یاد می‌کند. این باورها و پندارها را نشانه سالگذشت مردمی می‌داند که زیاد پیر شده، زیاد فکر کرده و زیاد افکار شاعرانه داشته‌است. از جمله جشن نوروز، آداب عقد و عروسی و تمامی افکار بی زیان خنده‌آور و افسانه‌های قشنگ ادبی و... .
این کتاب چون فرهنگی کامل در چندین فصل طبقه‌بندی شده است:
آداب و تشریفات زناشویی-
تاریخچه-
زن آبستن-
اعتقادات و تشریفات گوناگون-
آداب ناخوشیها-
برای برآمدن حاجت ها-
خواب-
مرگ-
تفأل ناشی از اعضای بدن-
تفأل، نفوس، مروا، مرغوا-
ساعات، وقت، روز-
احکام عمومی-
دستورها و احکام عملی-
چند اصطلاح و مثل-
چیزها و خاصیت آن-
گیاه‌ها و دانه ها-
خزندگان و گزندگان-
پرندگان و ماکیان-
داو ودد-
بعضی از جشن‌های باستان-
جاها و چیزهای معروف-
افسانه‌های عامیانه-
گوناگون-